# IC 428
IC 428 ist ein Emissions- und Reflexionsnebel im Sternbild Orion am Himmelsäquator, welcher sich nördlich von NGC 1999 befindet. Das Objekt wurde am 27. Juni 1888 von der US-amerikanischen Astronomin Williamina Fleming entdeckt.